# HD105376
HD105376 — хімічно пекулярна зоря спектрального класу A2, що має видиму зоряну величину в смузі V приблизно  8,3.
Вона  розташована на відстані близько 695,4 світлових років від Сонця.